# Dovhîi Voinîliv, Kaluș
Dovhîi Voinîliv (în ucraineană Довгий Войнилів) este o comună în raionul Kaluș, regiunea Ivano-Frankivsk, Ucraina, formată numai din satul de reședință.

## Demografie
Componența lingvistică a comunei Dovhîi Voinîliv
     Ucraineană (99,64%)
     Alte limbi (0,36%)
Conform recensământului din 2001, majoritatea populației comunei Dovhîi Voinîliv era vorbitoare de ucraineană (99,64%), existând în minoritate și vorbitori de alte limbi.